# Монконтур (Кот-д’Армор)
Монконту́р (фр. Moncontour, брет. Monkontour) — коммуна во Франции, входит в состав кантона Плентель. Находится в округе Сен-Бриё, департамент Кот-д’Армор, Бретань. Входит в список самых красивых деревень Франции
Код INSEE коммуны — 22153.

## География
Коммуна расположена приблизительно в 370 км к западу от Парижа, в 80 км западнее Ренна, в 20 км к юго-востоку от Сен-Бриё.

## Население
Население коммуны на 2016 год составляло 868 человек.
| 1962 | 1968 | 1975 | 1982 | 1990 | 1999 | 2008 | 2016 |
| ---- | ---- | ---- | ---- | ---- | ---- | ---- | ---- |
| 1141 | 1187 | 1149 | 1014 | 901  | 865  | 937  | 868  |

## Экономика
В 2007 году среди 459 человек в трудоспособном возрасте (15—64 лет) 253 были экономически активными, 206 — неактивными (показатель активности — 55,1 %, в 1999 году было 53,0 %). Из 253 активных работали 227 человек (117 мужчин и 110 женщин), безработных было 26 (13 мужчин и 13 женщин). Среди 206 неактивных 19 человек были учениками или студентами, 60 — пенсионерами, 127 были неактивными по другим причинам.

## Достопримечательности
- Церковь Сен-Матюрен (XVI век). Исторический памятник с 1889 года[4]
- Башня Монье (XV век). Исторический памятник с 1926 года[5]

## Галерея

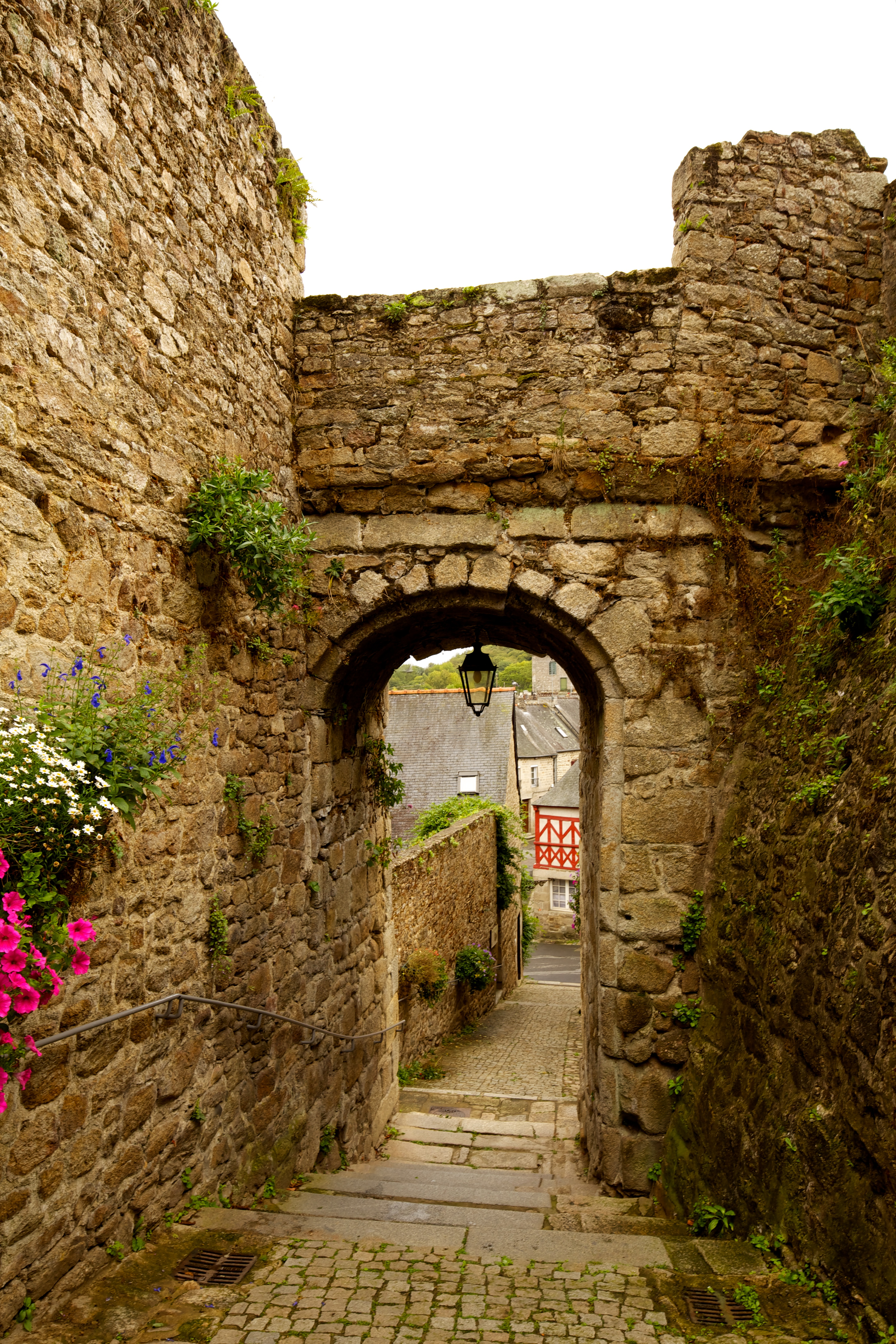
Ворота Фобур-Сен-Жан
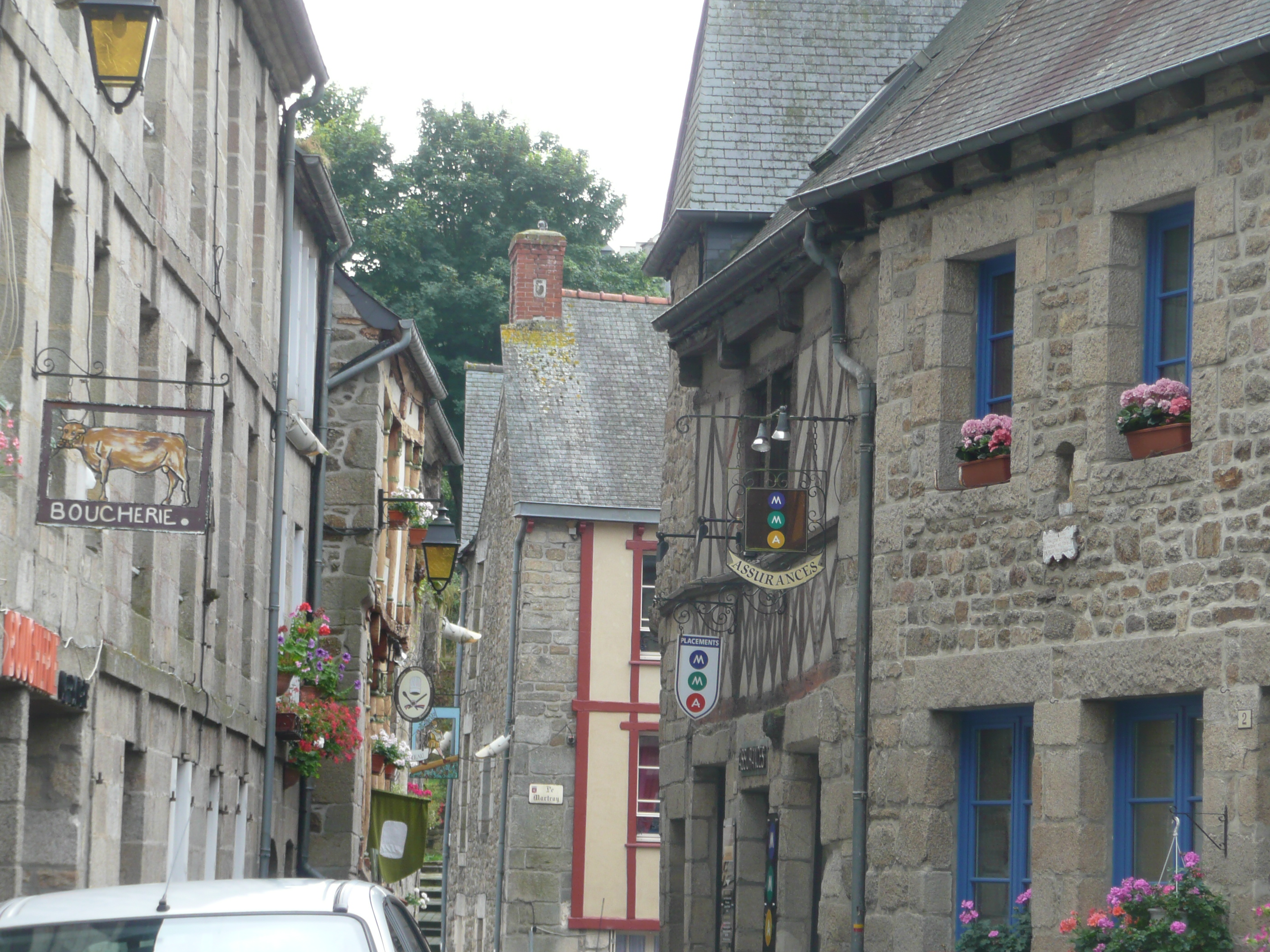
Улица Монконтура
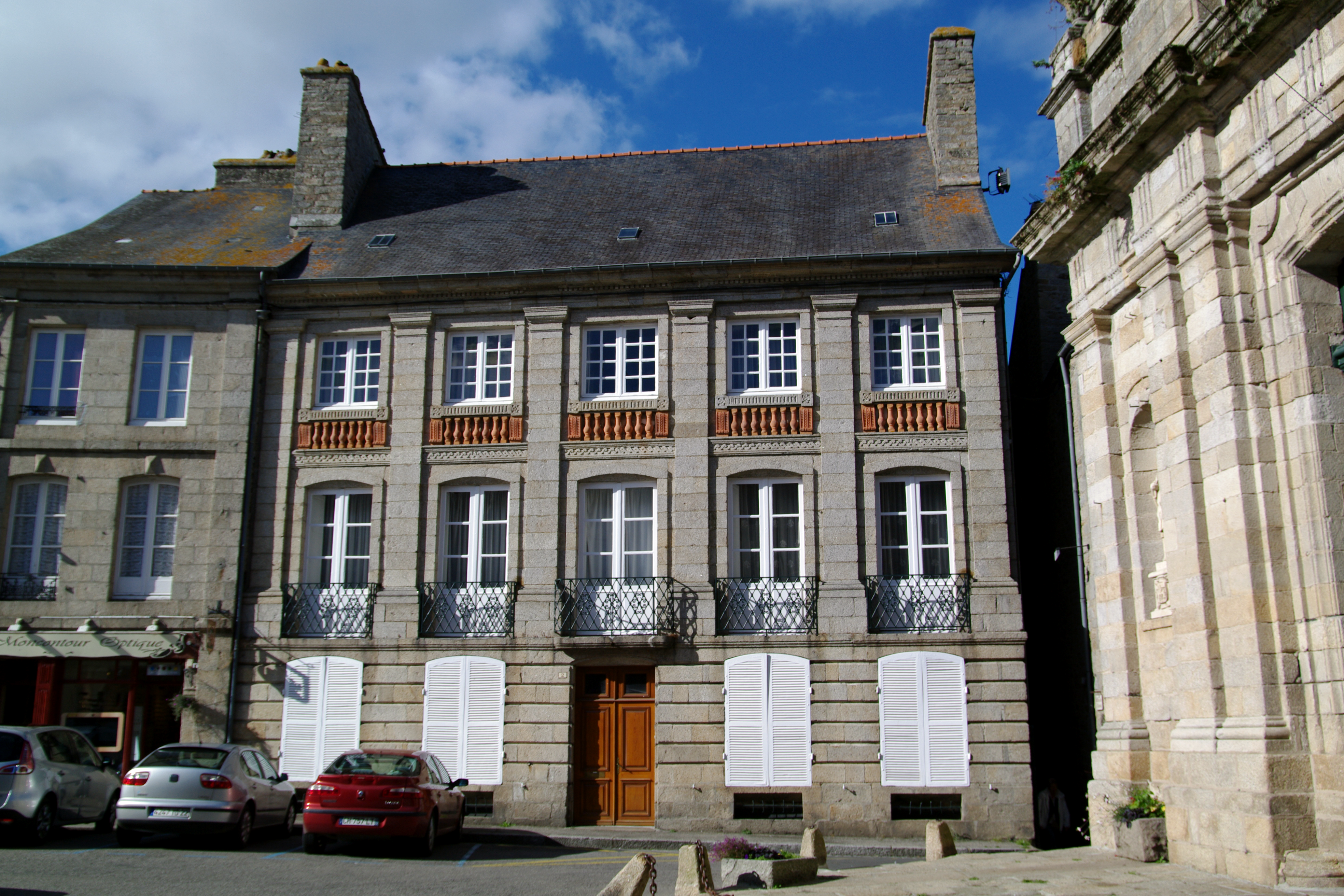
Отель Клезьё
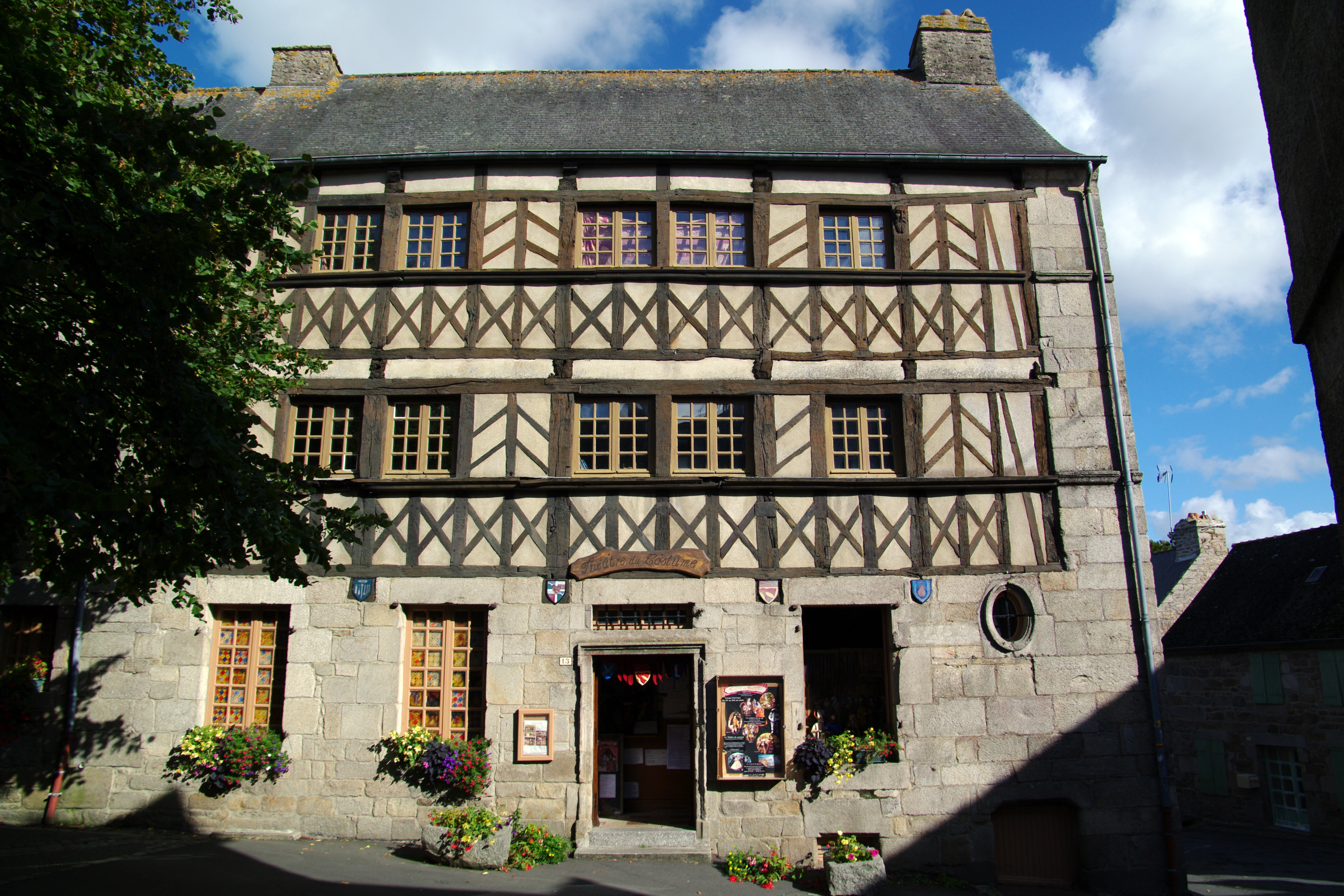
«Театр костюма»
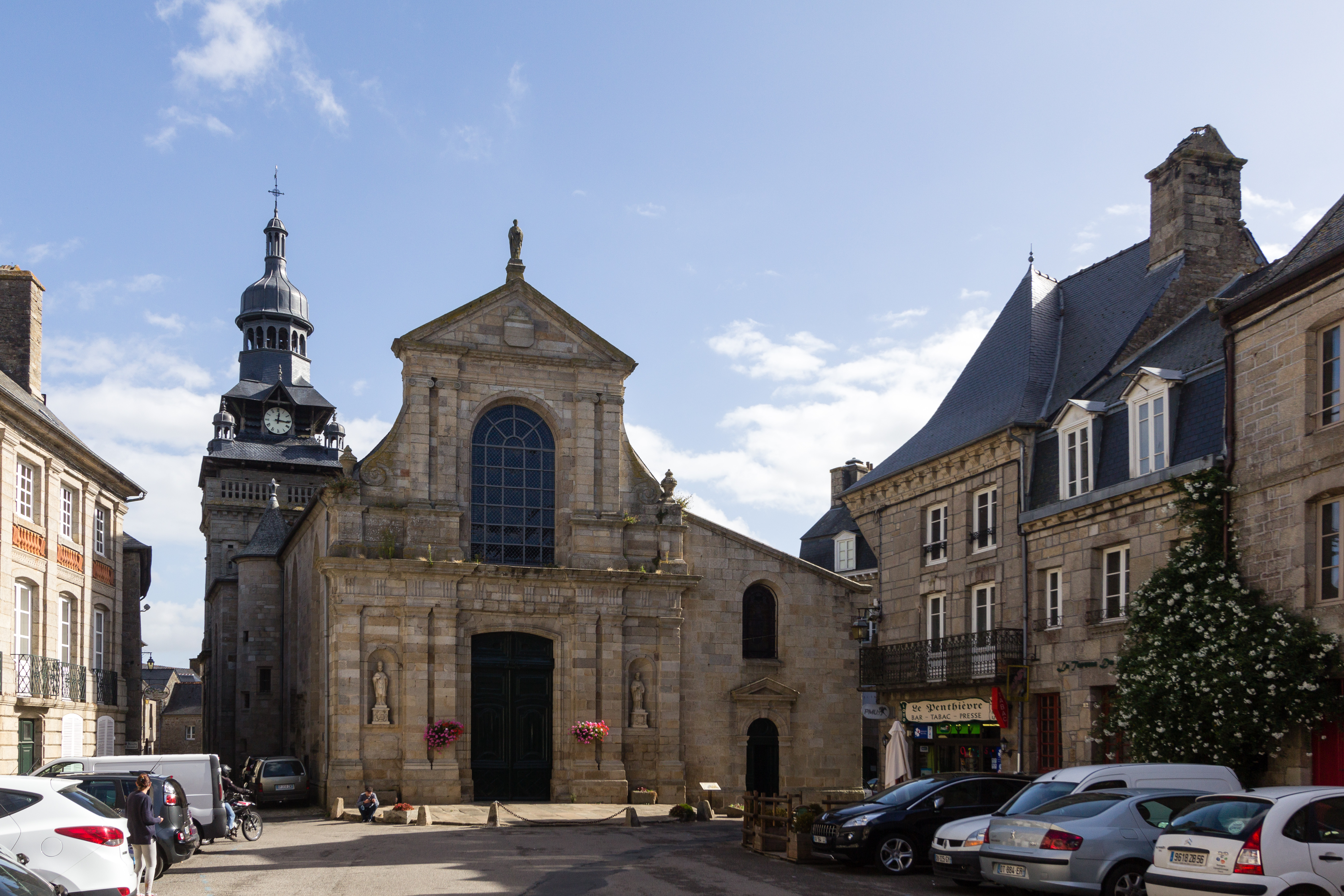
Церковь Сен-Матюрен
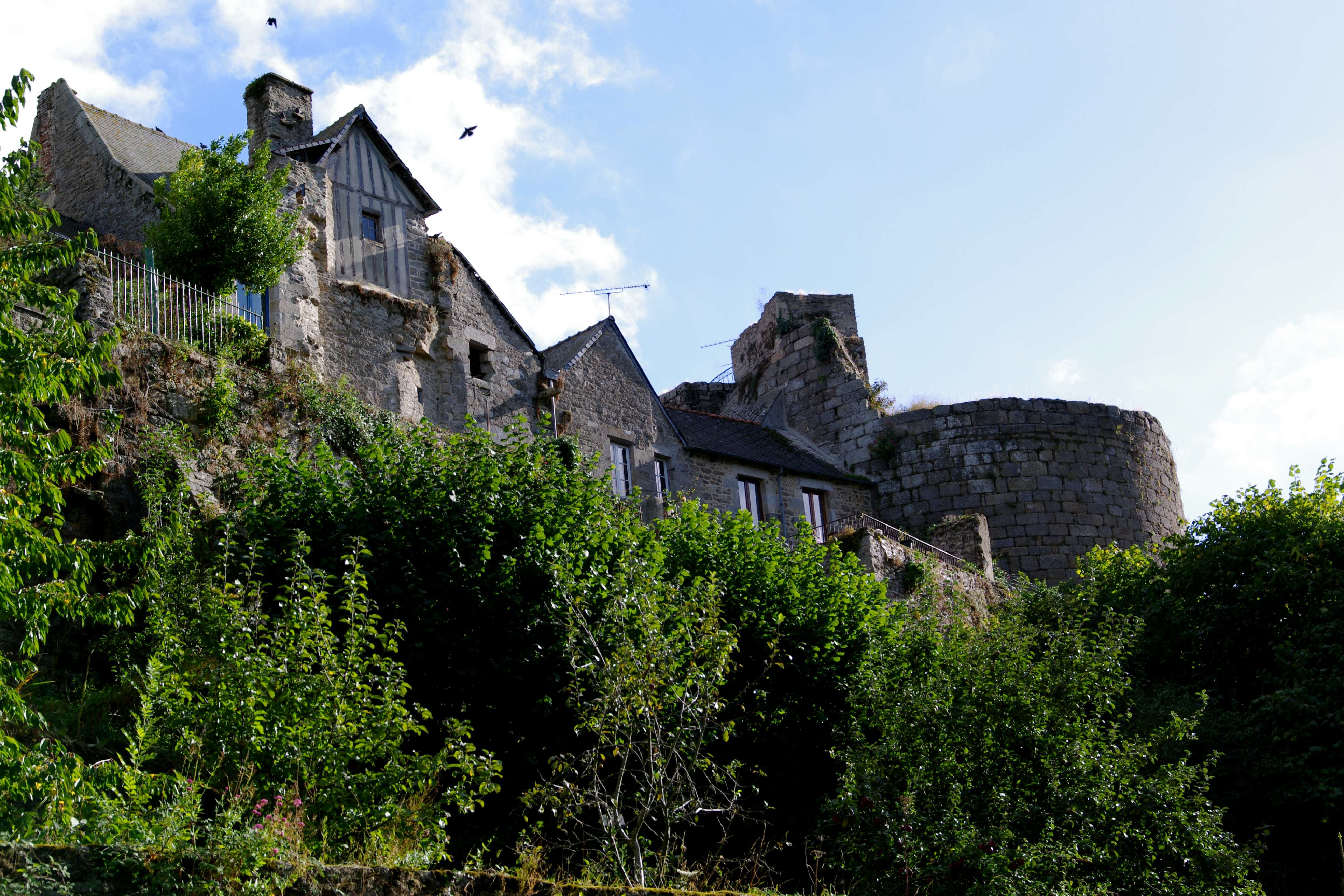
Башня Монье